# Pierre Amiehl de Brénac
Pierre Amiehl de Brénac, detto anche Pierre Amiel de Sarcenas (Sarcenas, 1309 circa – Avignone, 10 agosto 1389), è stato uno pseudocardinale ed arcivescovo cattolico francese.

## Biografia
Nacque a Sarcenas intorno al 1309.
Benedettino, divenne arcivescovo di Vienne (1362) e l'anno dopo arcivescovo di Napoli, per poi passare  ad Embrun (1365). Nel 1378 fu creato cardinale dall'antipapa Clemente VII. A lui dobbiamo un Tractatus super materia concilii generalis.
Morì il 10 agosto 1389 ad Avignone.